# Herminio Hidalgo
Herminio Hidalgo (* 30. března 1962) je panamský zápasník, který se na vrcholové úrovni účastní soutěží v obou stylech. V roce 1988 se zúčastnil her v Soulu, kde v zápase řecko-římském vypadl v pátém kole a ve volném stylu ve čtvrtém kole, oboje v kategorii do 68 kg. V roce 1987 vybojoval ve stejné váhové kategorii v zápase řecko-římském stříbro na Panamerických hrách.